# Chromodoris annae

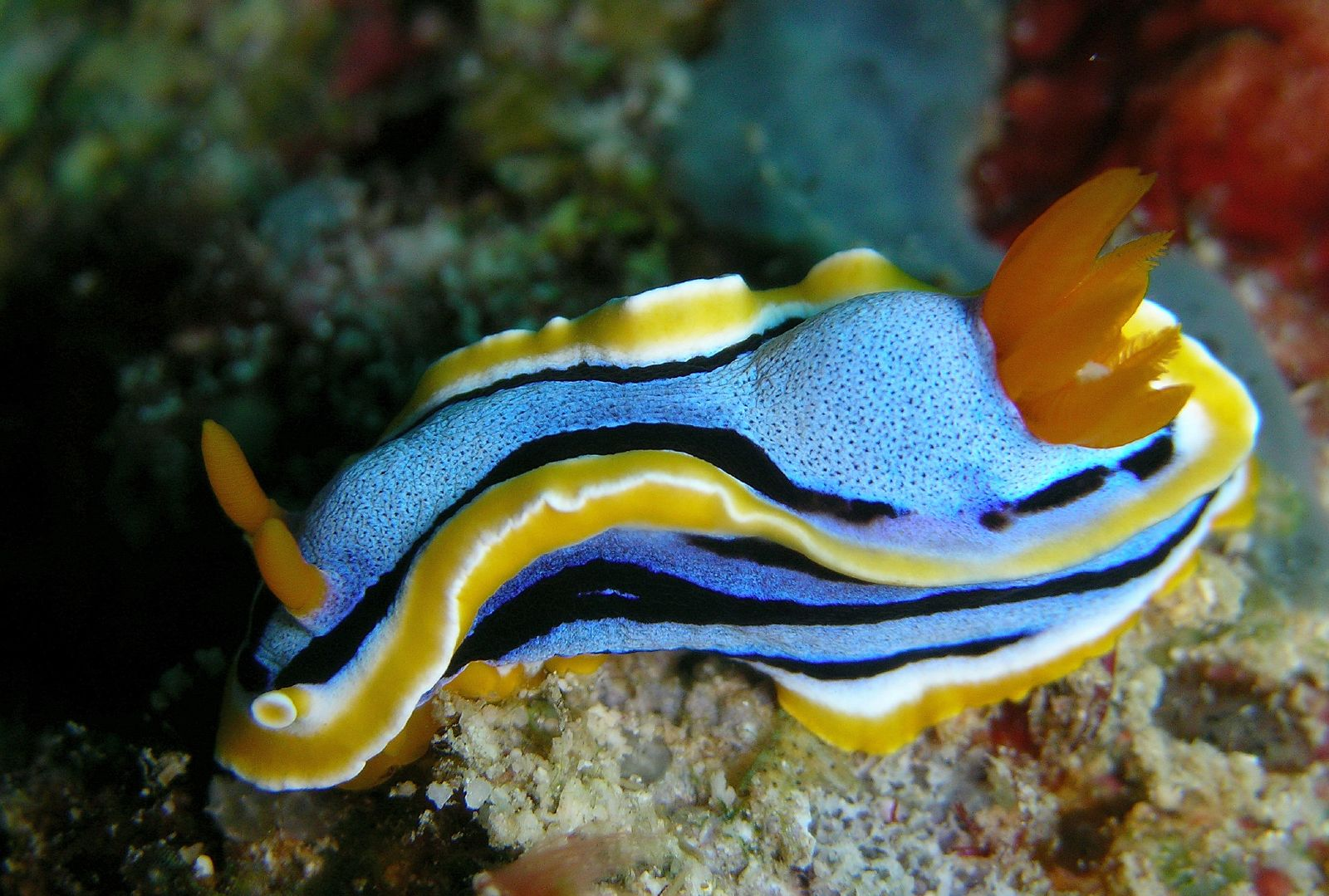
Chromodoris annae en Lembeh, Indonesia

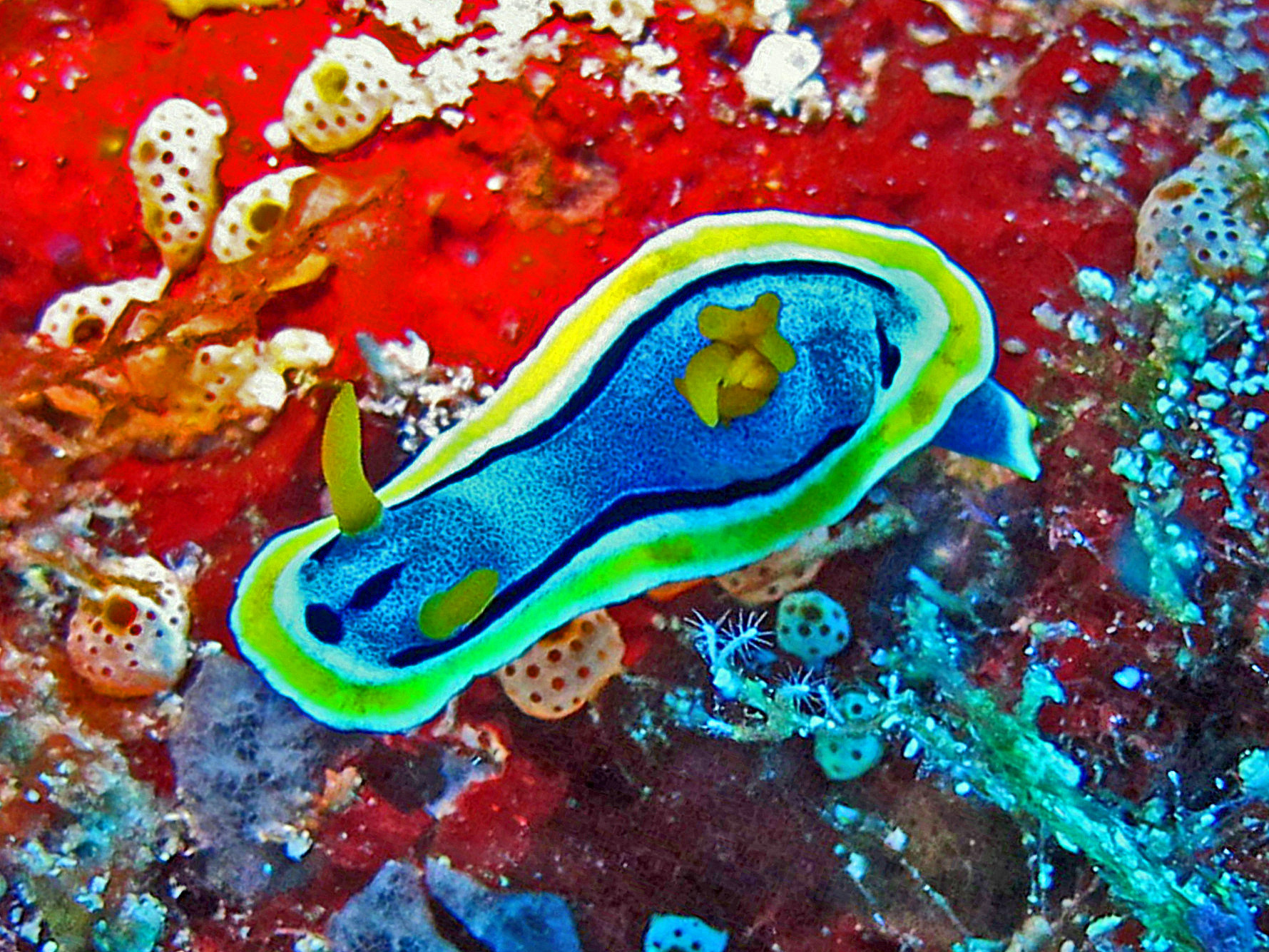
Chromodoris annae en Bunaken, Sulawesi, Indonesia

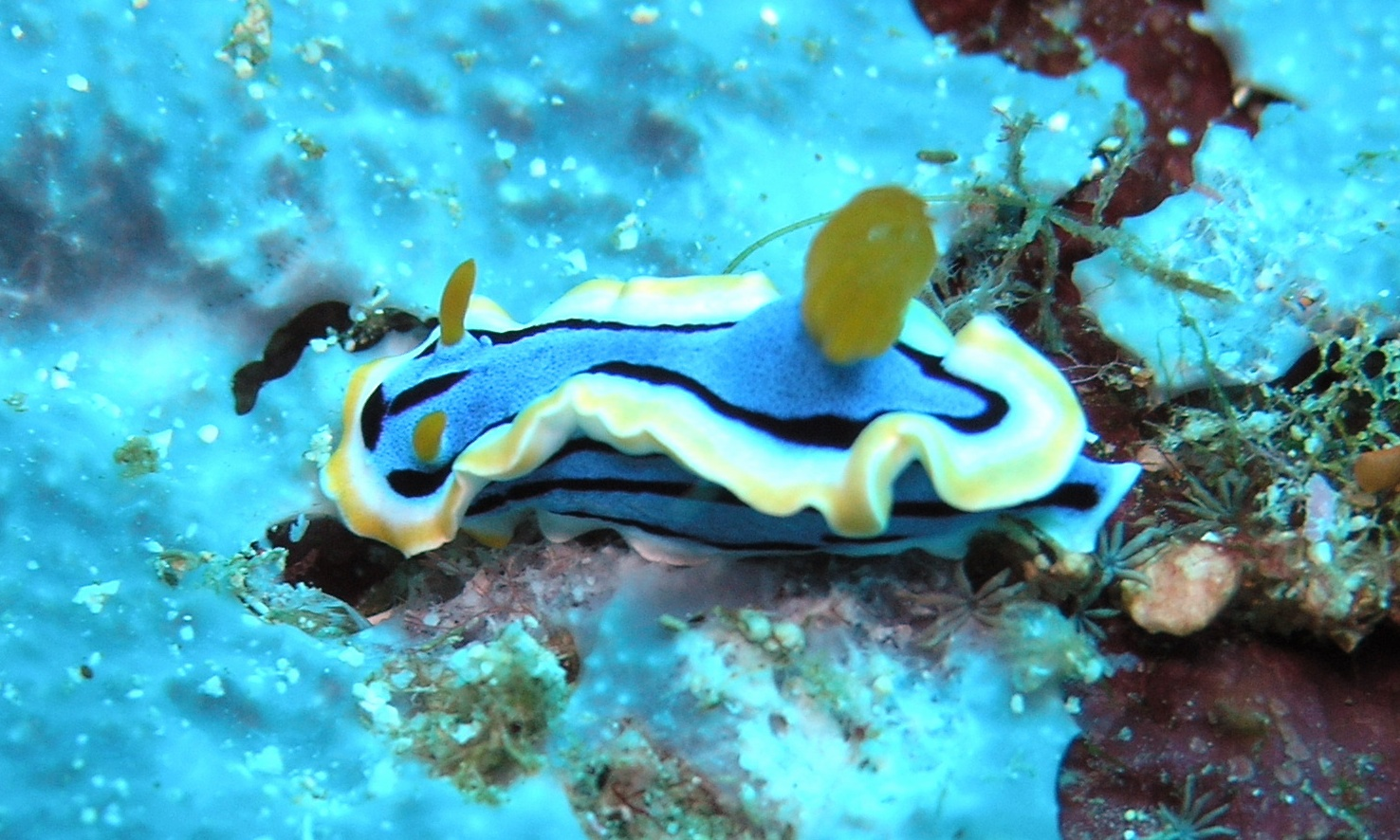
Chromodoris annae en Manado, Sulawesi, Indonesia

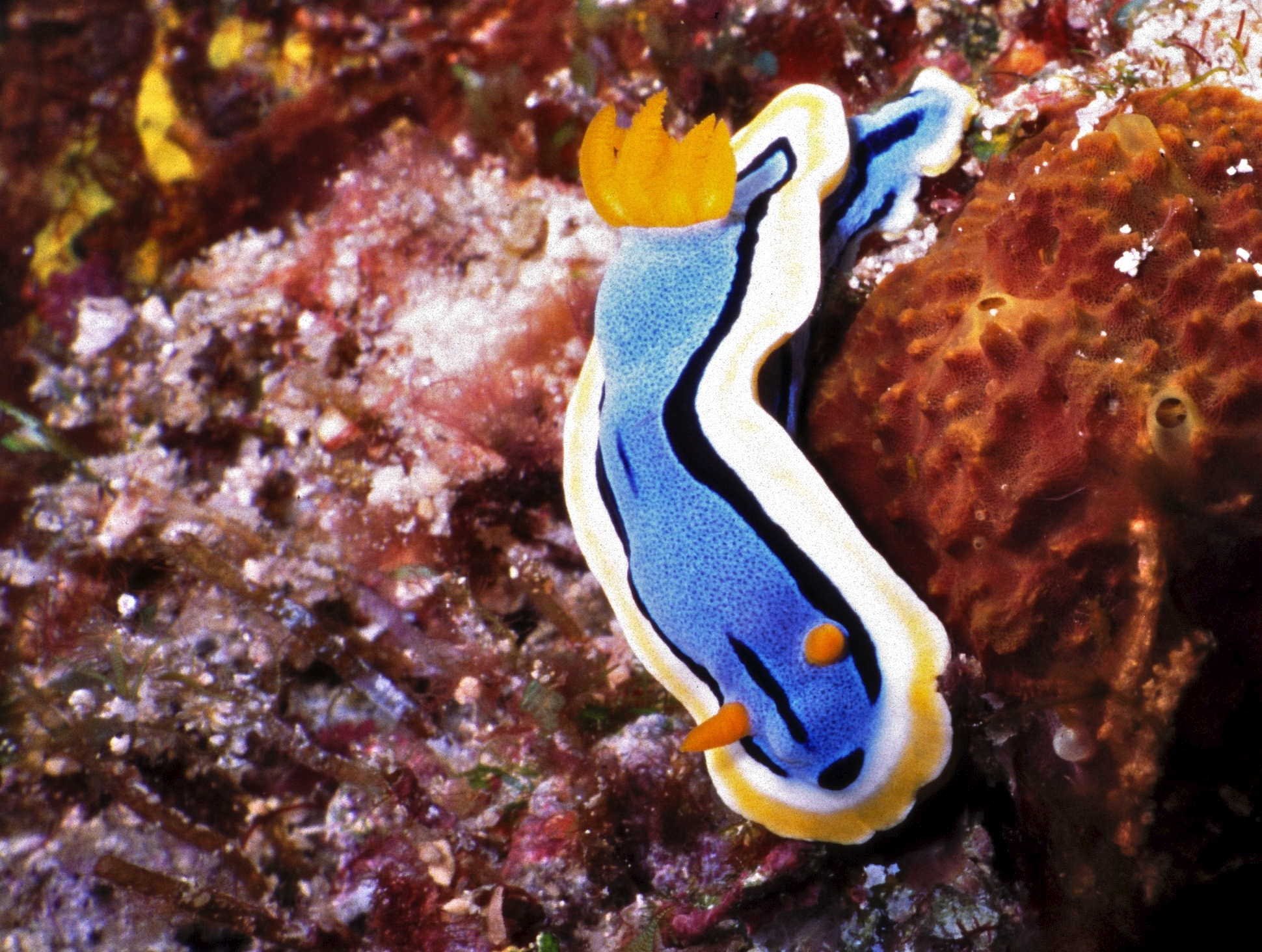
Chromodoris annae en Bunaken, Indonesia

Chromodoris annae es una especie de molusco nudibranquio de la familia Chromodorididae.

## Morfología
Carecen de órgano de la vista, que sustituyen para investigar el medio por dos tentáculos situados en la cabeza, llamados rinoforos, y otros dos tentáculos, situados cerca de la boca, que les sirven para oler, detectar estímulos químicos y tocar. En la parte posterior del dorso, tiene unos apéndices de apariencia plumosa que son las branquias que utiliza para respirar. 
Todos estos apéndices son de color rojo-naranja, destacando sobre el manto dorsal en color azul, que está bordeado por una banda negra. También bordeándolo, tiene una franja en tono amarillo-naranja, flanqueada por una fina línea blanca. Muy similar en apariencia a Chromodoris quadricolor y a Chromodoris magnifica, se distingue de ellas en que el azul de su manto está moteado por minúsculos puntos negros, y en que las bandas negras que cubren longitudinalmente el manto de aquellas, en C. annae se sustituyen por una franja perimetral. 
Sus vívidos colores, como en otras especies animales, son un aviso al resto de habitantes del arrecife sobre la toxicidad de su dermis, convirtiéndose en una estrategia de defensa.
Alcanza los 5 cm de longitud.

## Alimentación
Es carnívoro y come principalmente esponjas, también come otras especies de nudibranquios.

## Reproducción
Como todos los opistobránquios, son hermafroditas y producen tanto huevos como esperma. El conducto genital y la prominente abertura genital están situados cerca de la cabeza, en el lado derecho del cuerpo. Tras la fertilización producen larvas planctónicas, que cuentan con una concha para protegerse durante la fase larval, al desarrollar al animal la pierden.

## Hábitat y distribución
Se distribuye en el Pacífico oeste, desde Malasia y Filipinas hasta las islas Marshall y norte de Australia, y al norte en Filipinas y Japón.
Asociados a arrecifes, son bénticos y diurnos. Suelen encontrarse a profundidades entre 15 y 30 m.